# Lišková
Lišková je přírodní památka poblíž obce Bílá v okrese Frýdek-Místek. Oblast spravuje AOPK ČR Správa CHKO Beskydy. Důvodem ochrany je výskyt ohrožené řeřišnice trojlisté (Cardamine triforia) v typickém beskydském lesním společenstvu.